# Jaguar XK

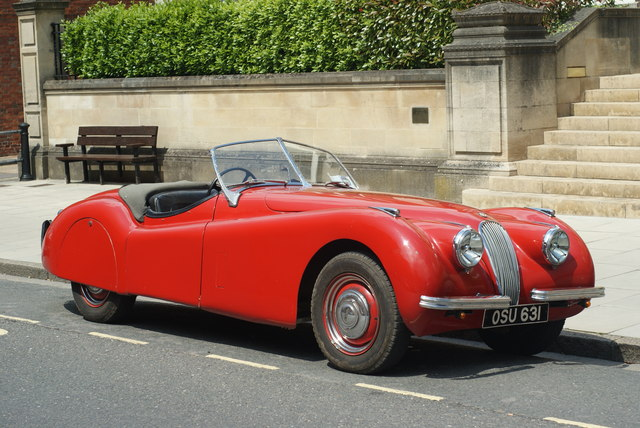
Jaguar XK 120 OTS (1949–1954)

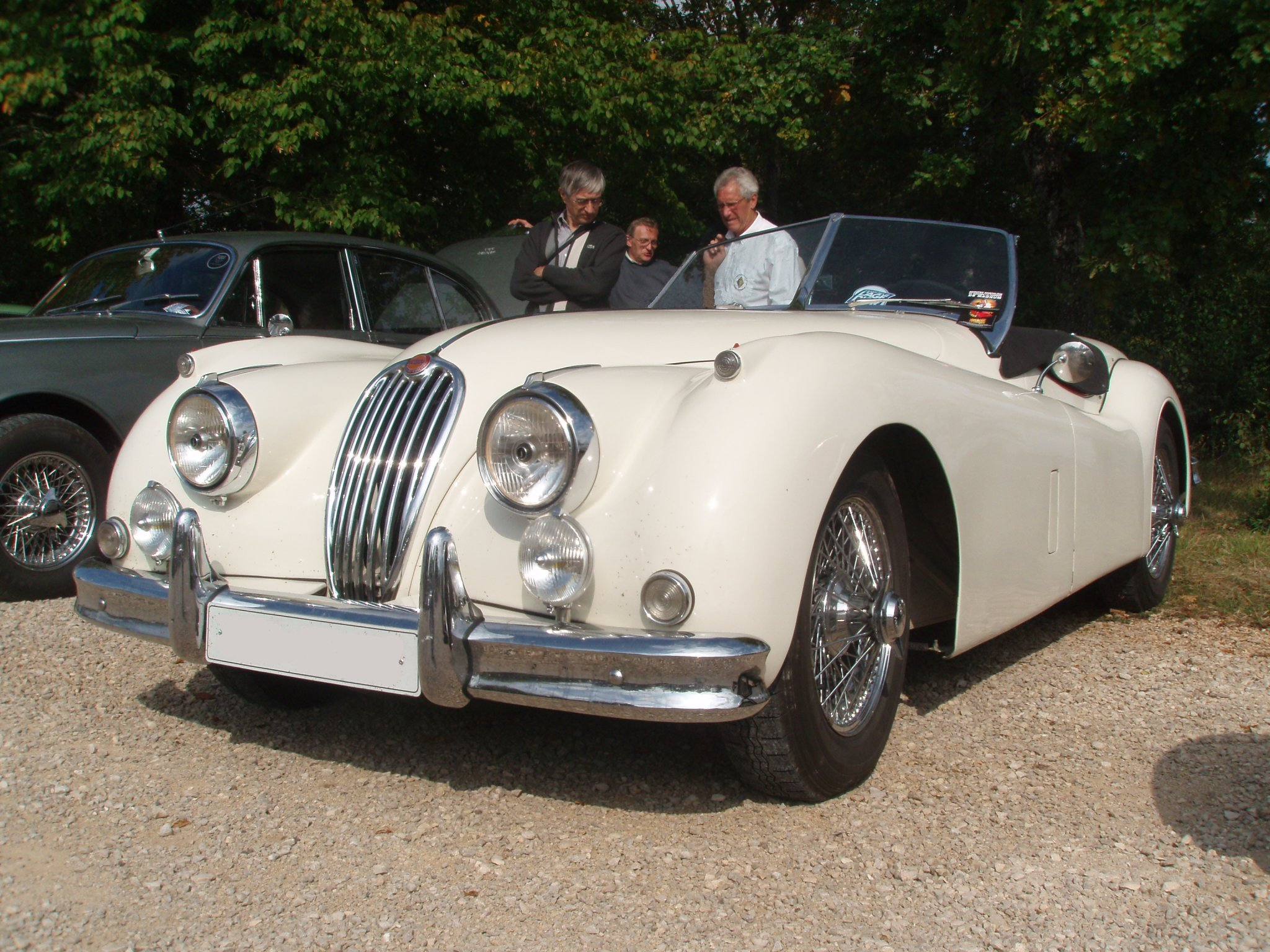
Jaguar XK 140 OTS (1954–1957)

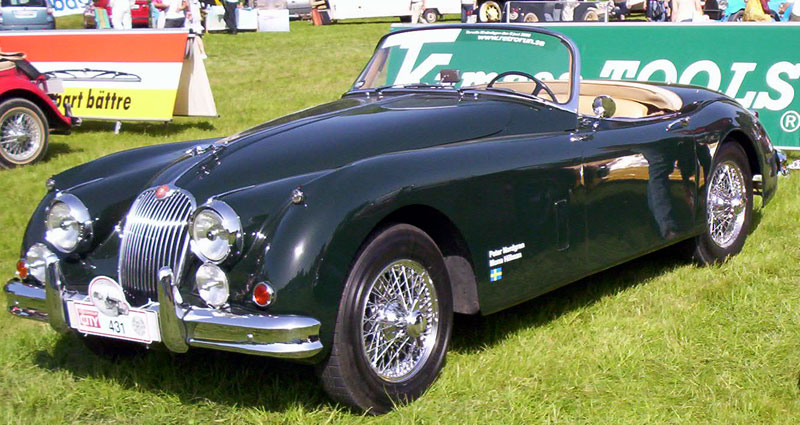
Jaguar XK 150 OTS (1958–1960)

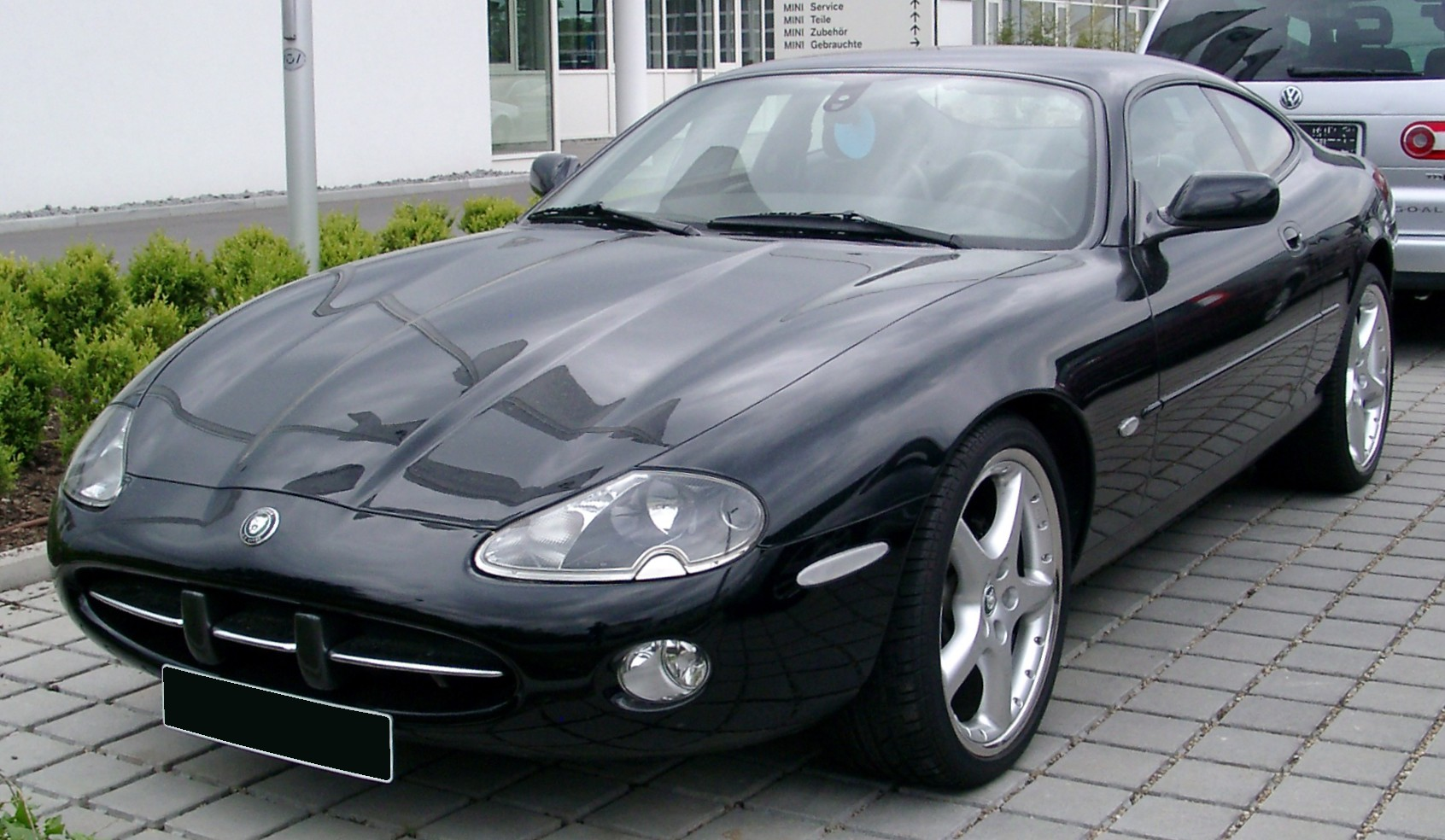
Jaguar XK Coupé (1996–2005)

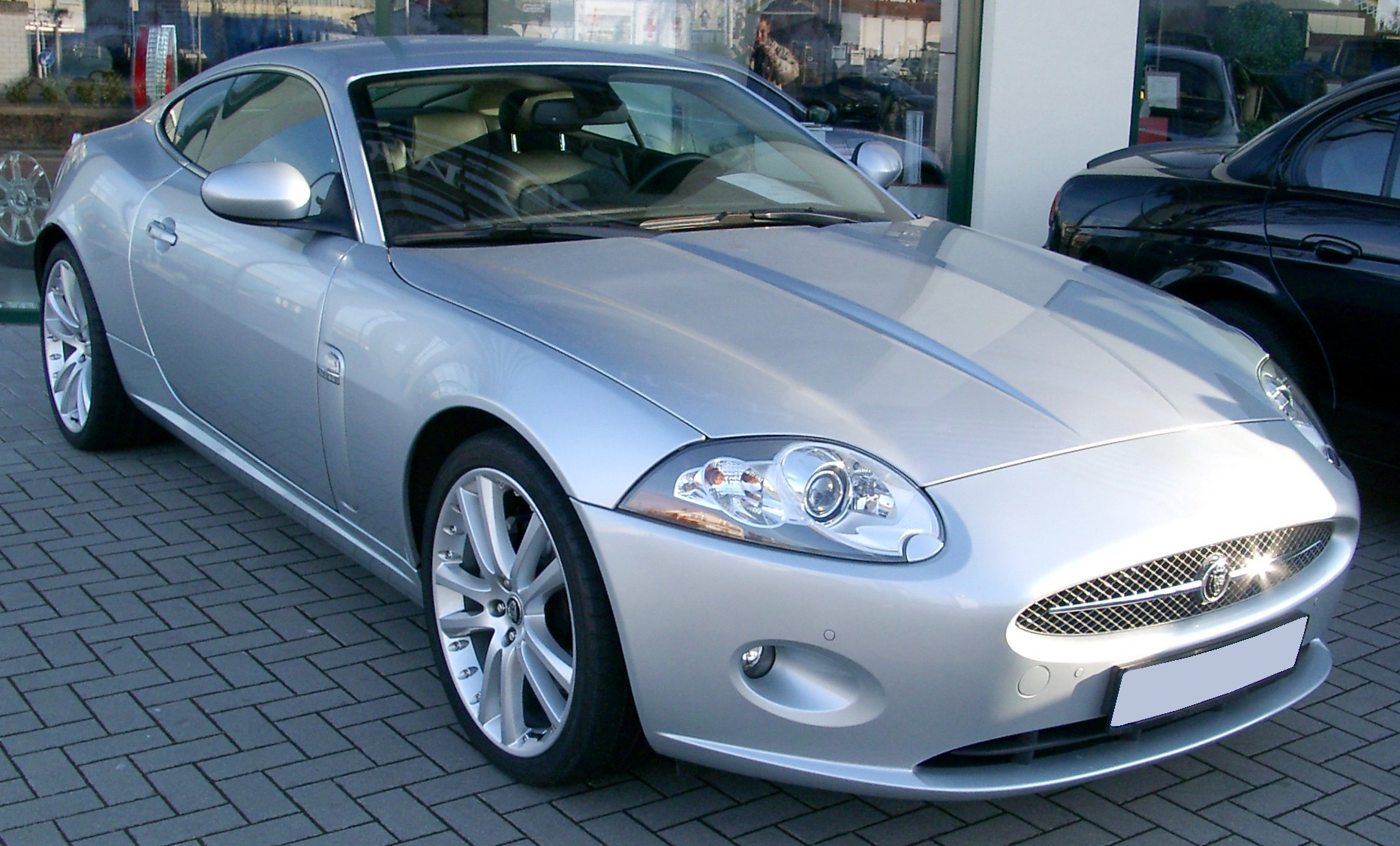
Jaguar XK Coupé (2006–2014)

Der Jaguar XK ist ein Sportwagen-Modell des Automobilherstellers Jaguar.

## Modelle mit XK-Motor (1948 – 1961)
1948 stellte Jaguar auf der London Motor Show einen neuen, XK 120 genannten Roadster vor. "XK" stand für den ebenfalls neuen, dann bis 1992 gebauten Reihensechszylinder-DOHC-Motor (XK6) und "120" für die damit erreichbare Höchstgeschwindigkeit in Meilen je Stunde. Am 21. Juli 1949 wurde der erste Sportwagen ausgeliefert. Dem offenen Zweisitzer (OTS = Open Two Seater) wurden im März 1951 ein Coupé mit festem Dach (FHC = Fixed Head Coupe) und im April 1953 ein Coupé mit versenkbarem Stoffdach (DHC = Drop Head Coupe) zur Seite gestellt. Bis Herbst 1954 wurden 12.078 XK 120 (7.631 OTS, 2.678 FHC und 1.769 DHC) gebaut.
Im Oktober 1954 wurde auf der London Motor Show als Nachfolger der XK 140 mit leicht überarbeiteter Karosserie präsentiert. Während der XK 120 vorne zwei zierliche Stoßfänger und hinten zwei Stoßstangenhörner hatte, bekam der XK 140 vorne eine massive durchgehende Stoßstange und hinten zwei massive Stoßfänger. Der Kühlergrill hatte weniger, aber dickere Rippen. FHC und DHC bekamen hinter den Sitzen zwei Notsitze und wurden so zum 2+2-Sitzer. Bis Anfang 1957 wurden 8.884 XK 140 gebaut.
Ab Mai 1957 wurde umfangreich überarbeitete Wagen als XK 150 angeboten. Eine einteilige Panoramawindschutzscheibe löste die zweiteilige Frontscheibe ab. Die Karosserie selbst war in alle Richtungen gewachsen und bot nun auch hinten eine durchgehende Stoßstange. Gegen Aufpreis konnte erstmals eine Jaguar-Kühlerfigur geordert werden. Bis zum Produktionsende wurden 9.395 Exemplare gebaut.
Zwischen 1949 und 1961 entstanden insgesamt 30.357 XK, die wahlweise mit Scheibenrädern und Verkleidung der hinteren Radausschnitte (Spats) oder mit Speichenrädern erhältlich waren.

## Wiederbelebte Bezeichnung (1996 – 2014)
1996 knüpfte Jaguar als Teil des Ford-Konzerns an die ruhmreiche Modellbezeichnung, nicht jedoch an die berühmte  XK-Motorenbaureihe an: Der intern Jaguar X100 genannte Sportwagen wurde als Coupé und Cabrio mit Achtzylindermotor als XK8 oder in der Variante mit Kompressoraufladung als XKR angeboten. Von ihm wurden bis 2005 90.064 (90.616 nach anderen Quellen) Stück produziert, was ihn zum bis dahin meistverkauften Sportmodell der Marke Jaguar machte. Sein X150 genannter, von Jaguar als Gran Turismo verstandener Nachfolger erreichte in seiner Produktionszeit bis 2014 diese Verkaufszahlen bei weitem nicht.

### Sondermodell XKR Cabriolet Celebration (2005)
Am 13. Januar 2005 präsentierte Jaguar per Aktionärsbrief eine weltweit auf 50 Stück limitierte „Final Edition“: Das XKR Cabriolet Celebration. Das Fahrzeug war in sieben Außenfarben bestellbar (Jaguar Racing Green, Satin Silver, Bay Blue, Copper Black, Frost Blue, Quarz, Midnight) und wurde aus produktionstechnischen Gründen nacheinander in Blockfertigung von März bis Mai 2005 hergestellt mit Metallic-Lackierung, 20'' BBS Leichtmetallfelgen im Design „Perseus“, roter Radnabenabdeckung mit Growler, roten Bremssätteln zu innenbelüfteten und gelochten Bremsscheiben, beheizbarer Frontscheibe, automatisch einklappbaren Außenspiegeln, Park Distance Control, dunkel getönten Heckleuchten, Türeinstiegsleisten mit Zielflaggenmotiv, das an Le Mans-Rennerfolge erinnern soll, Leder-Sportsitzen in „Soft Grain“, 3 Kontrastnähten, Sitzheizung vorn, Memory Paket, Sport-Lederlenkrad und Momo-Wählhebelknauf aus Leder, Paneelen „Carbon Fibre“ oder „Ulmenholz“, R-Performance Aluminium-Interieur, Fussmatten in Leder eingefasst, Becherhaltern, Navigationssystem, Premium-Klangsystem und der für den Nachfolger vorgesehene Bluetooth-Schnittstelle und optional in der Lederfarbe Ivory, mit adaptiver Geschwindigkeitsregelung und einer Innenraumüberwachung inklusive Glasbruchsensor und integriertem Garagentoröffner.
Einen Prospekt und sonstige Werbung gab es nicht. Kunden, die sich einen genaueren Eindruck von den Farbkombinationen und zum Beispiel dem Carbon-Interieur oder den Felgen machen wollten, bot Jaguar (auf eigene Kosten und erst nach verbindlicher Bestellung) einen Werksbesuch an, wo der zukünftige Besitzer sein Auto zusammenstellen konnte. Der Preis von 95.500 EUR bedeutete einen 70%igen Preisnachlass auf die enthaltenen Extras.

### Sondermodell One of 66 (2014)
Zum 66-jährigen Jubiläum des XK 120 präsentierte Jaguar als Reminiszenz ein auf 66 Exemplare limitiertes Sondermodell des X150, den Jaguar XK66 One of 66. Die Außenfarben British Racing Green oder Stratus Grey mit Leder in Caramel oder Warm Charcoal, Paneelen in Walnusswurzelholz und poliertem Chrom wurden „Vintage Look“ genannt. Embleme mit „Union Jack“ und der Aufschrift „66“ am Heck und an den Seiten sowie „One of 66“ im Innenraum unterstreichen die Limitierung. Es kostete 99.380 Euro als Coupé und 107.580 EUR als Cabriolet.

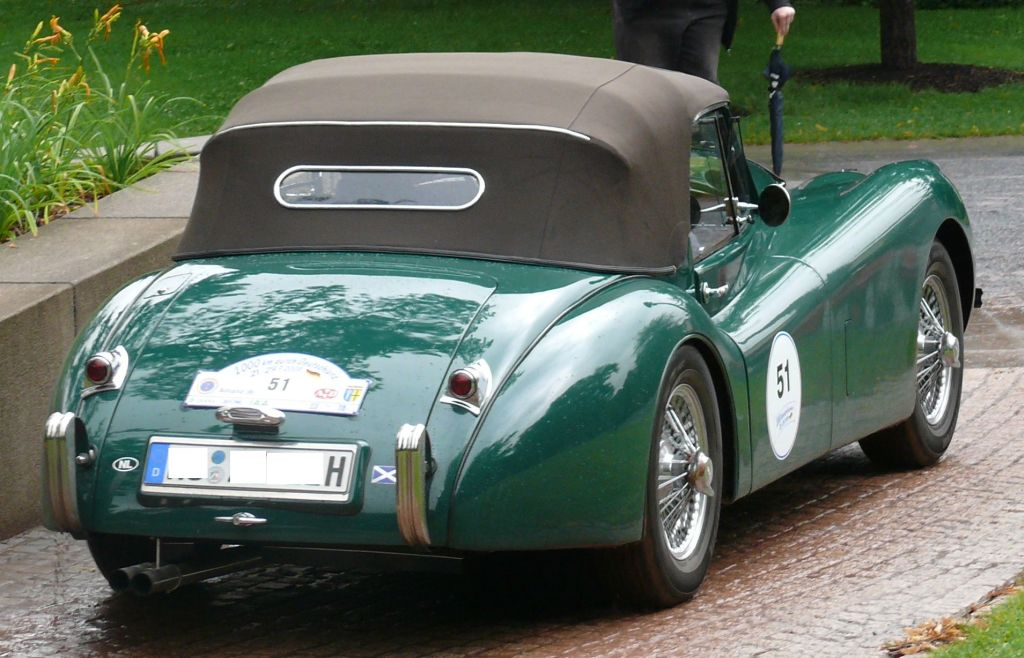
Jaguar XK 120 DHC (1953–1954)
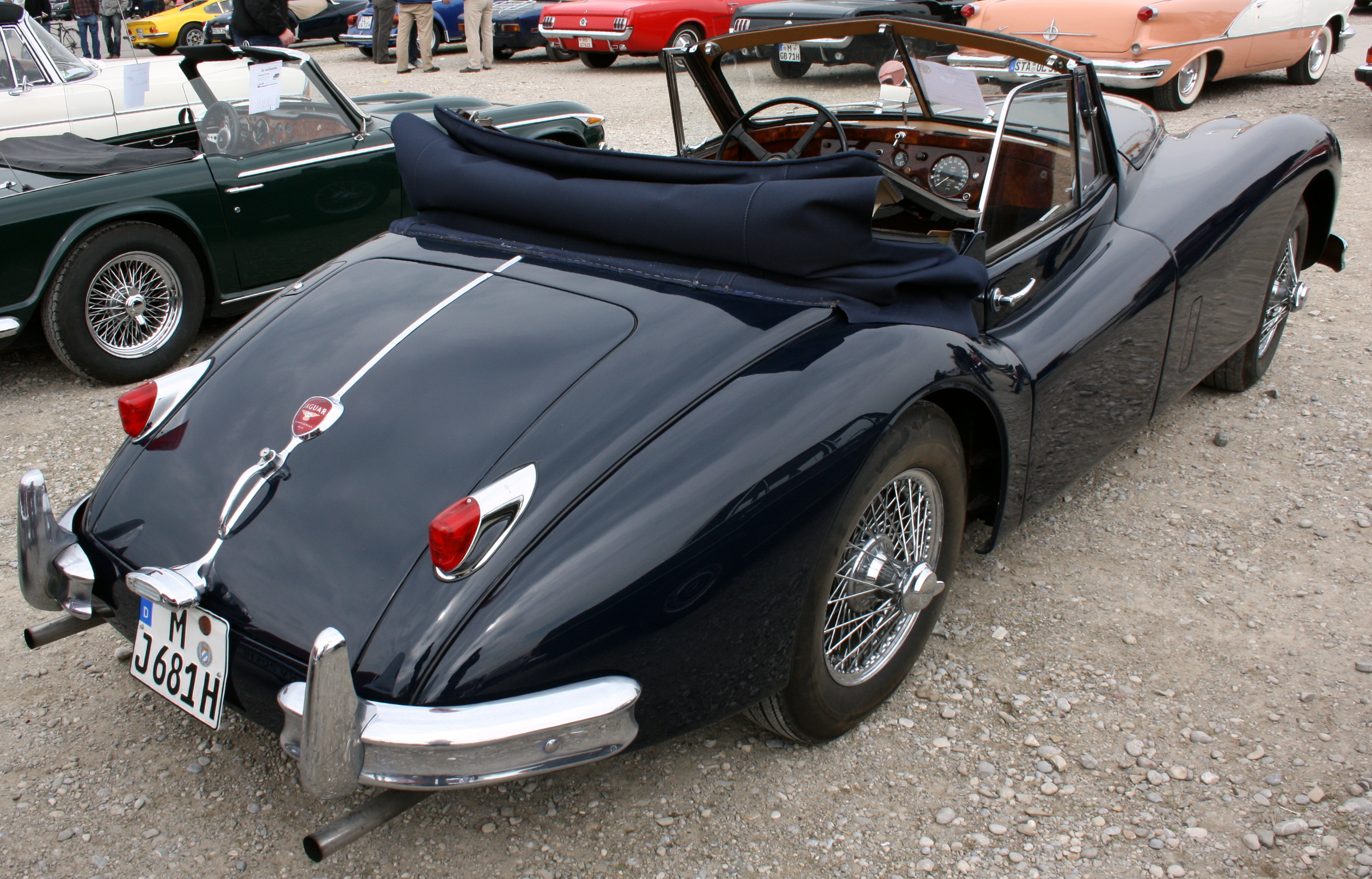
Jaguar XK 140 DHC (1954–1957)
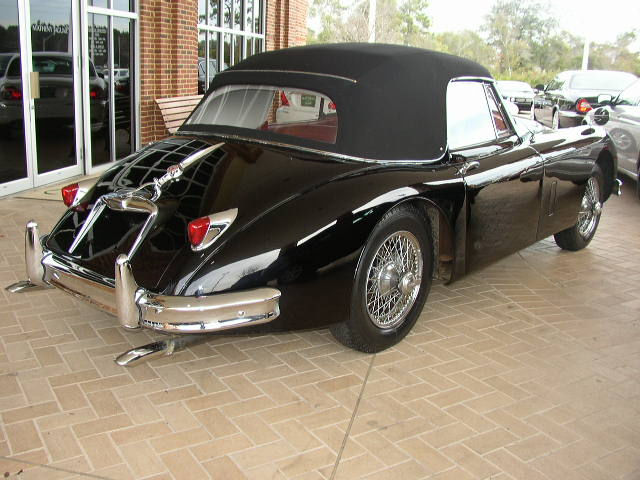
Jaguar XK 150 DHC (1957–1960)
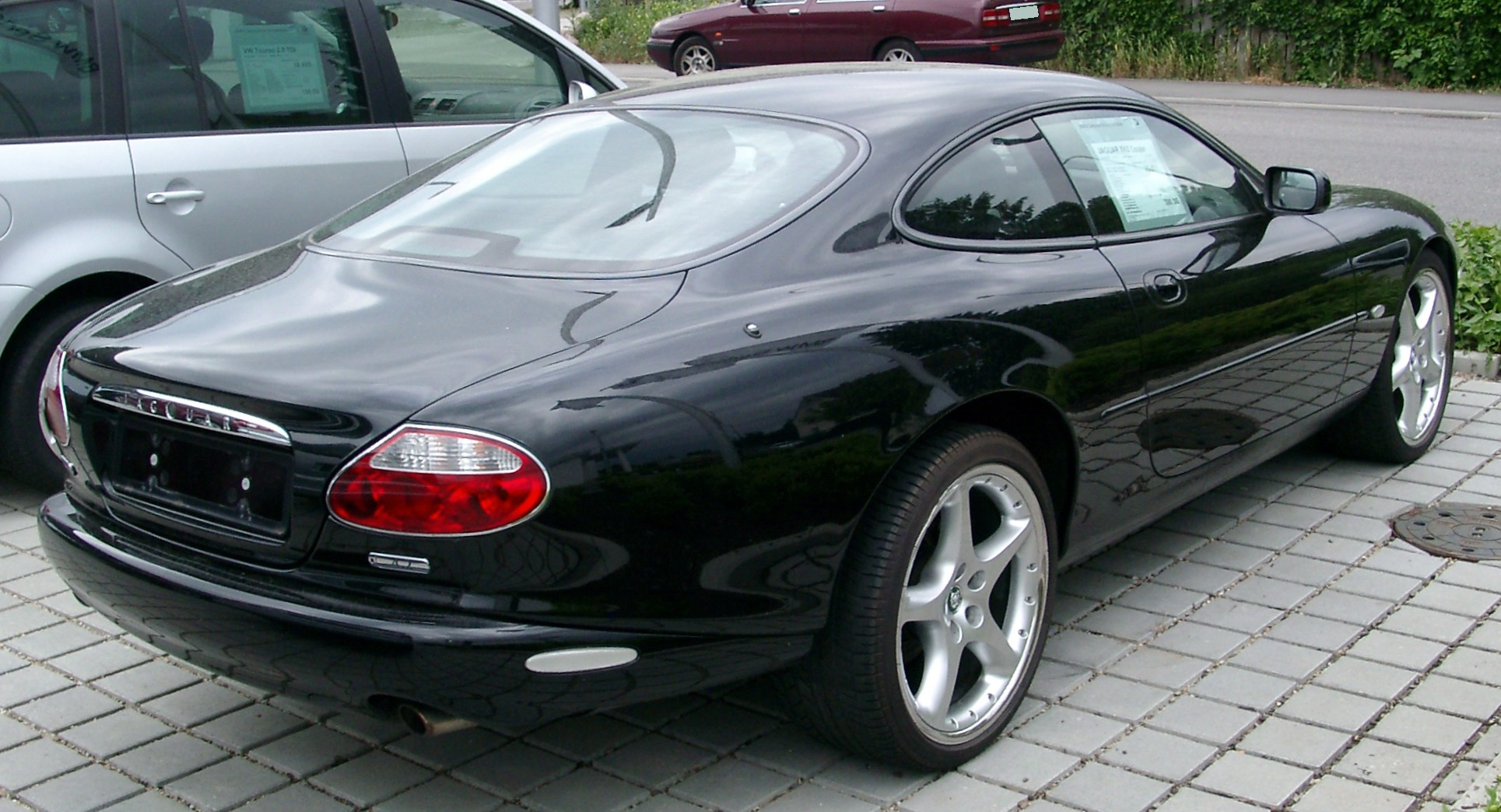
Jaguar XK Coupé (X100) (1996–2005)
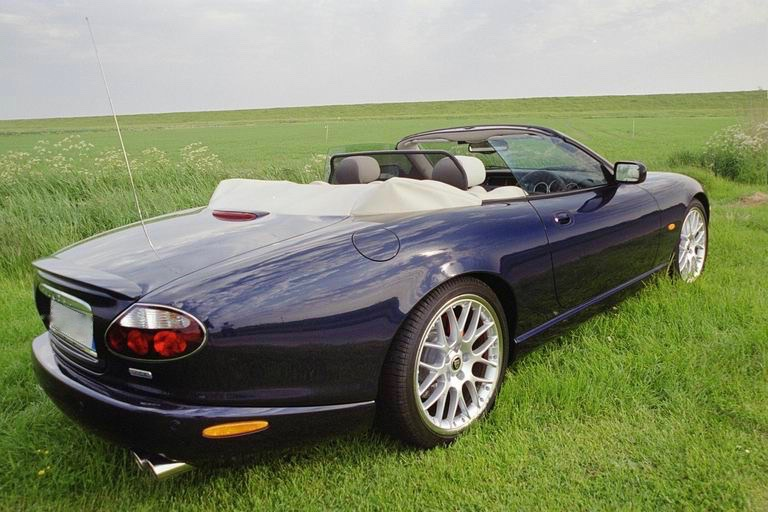
Sondermodell „Celebration“ auf Basis X100
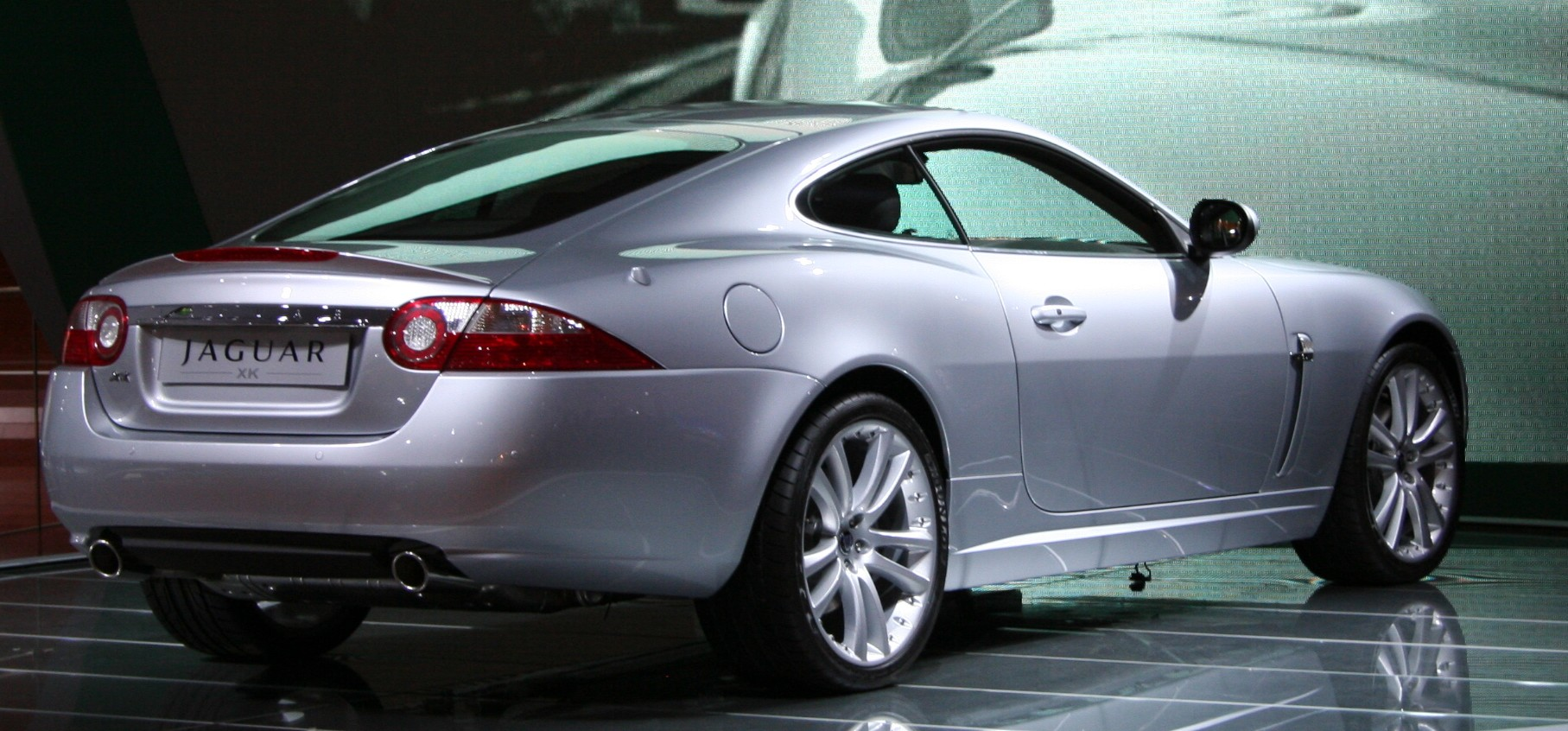
Jaguar XK Coupé (X150) (2006–2014)
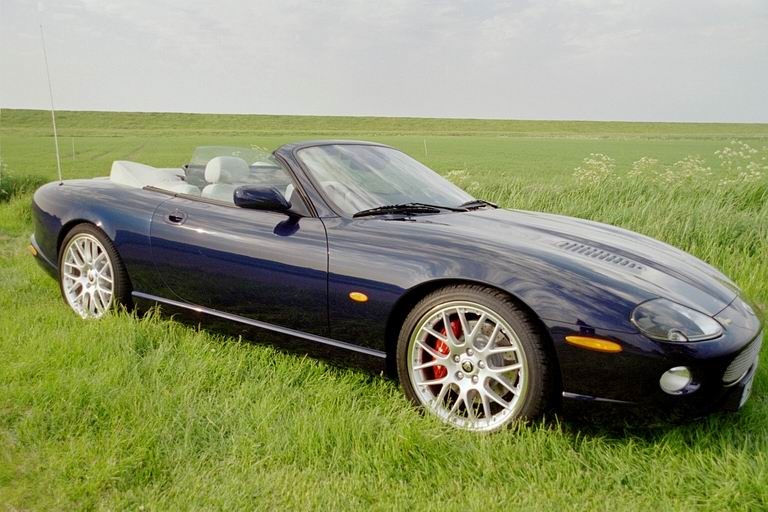
Sondermodell „Celebration“
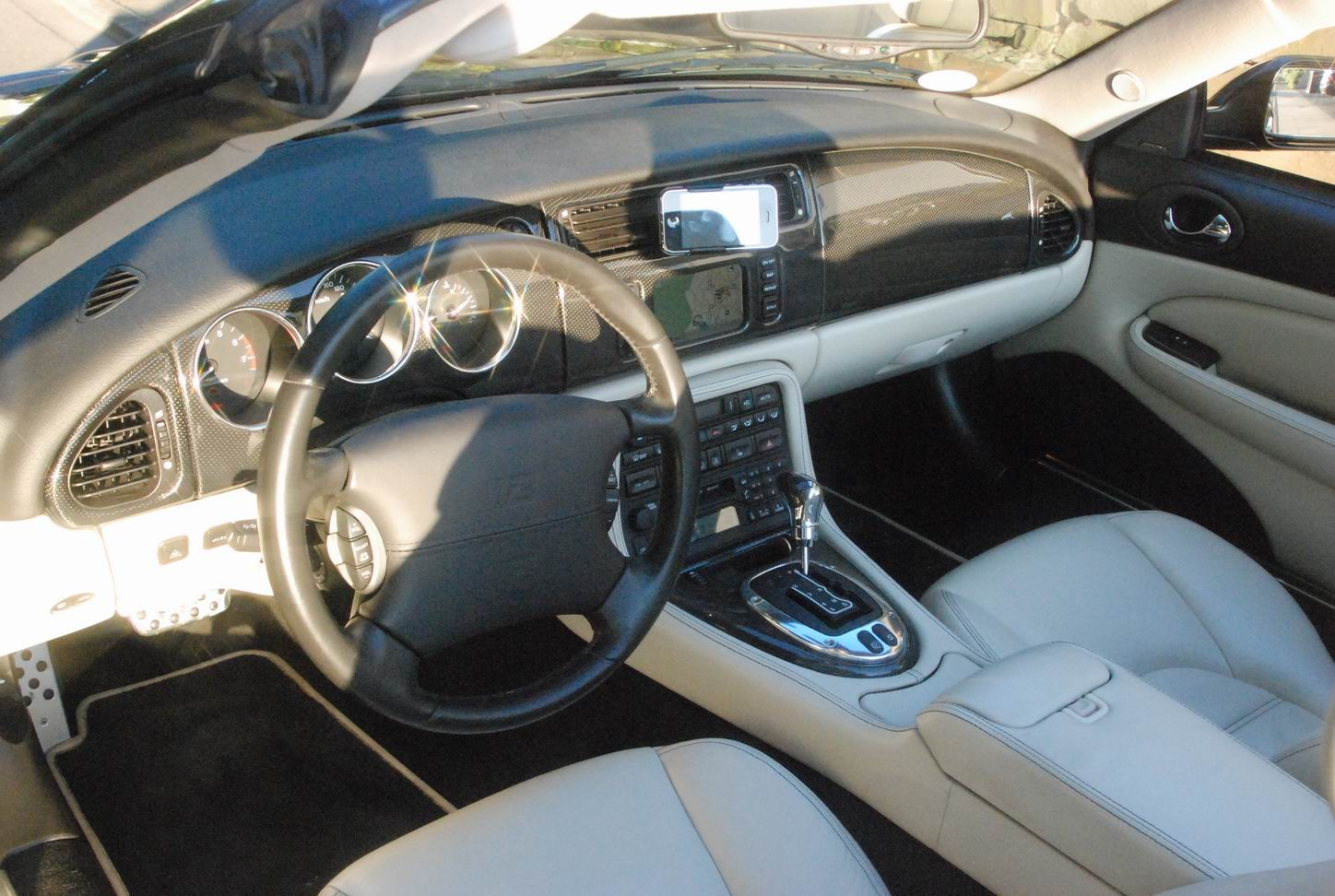
Sondermodell „Celebration“ – Interieur Carbon & Ivory (03-05/2005)